# 잊지 못할 모정
"잊지 못할 모정"은 1974년에 개봉한 대한민국의 영화이다.

## 캐스팅
- 안인숙
- 김진규
- 문정숙
- 민지환
- 김경수
- 장재훈
- 손창민
- 이경희
- 유장현
- 김애경
- 윤희
- 조윤설
- 복혜숙
- 전숙
- 정애영
- 채정현
- 박예숙
- 김신명
- 최영아